# Ebrachtal
Das Ebrachtal ist eine Region in Oberbayern, die ihren Namen durch den Fluss Ebrach erhalten hat. Es ist eine charakteristische Hügellandschaft mit vielen Bächen und Rinnsalen. Je nach Quelle ist das Ebrachtal sechs bis zehn Kilometer lang. Als Hauptort des Ebrachtals gilt Steinhöring.

## Geografie
Im Ebrachtal befinden sich die Kreisstadt Ebersberg mit den Ortsteilen Oberndorf, Neuhausen und Ruhensdorf, die Gemeinde Steinhöring zusammen mit den Ortsteilen Tulling und Hintsberg und die Ortschaft Ebrach (Pfaffing). Durch das Ebrachtal verlaufen mehrere Verkehrsrouten, unter anderem die Bundesstraße 304 und die Bahnstrecke Grafing–Wasserburg (Filzenexpress). Für den Tourismus ist das Ebrachtal hauptsächlich wegen seiner Nähe zu München und den Alpen und das vorhandene Wegenetz interessant.

### Geologie und Entstehung
Die heutige Form des Ebrachtals entstand vor etwa 15.000 Jahren am Ende der letzten Kaltzeit. Das Ebrachtal ist eine Endmoräne der Isar-Inn-Schotterplatte. Aufgrund dessen ist der Boden im Ebrachtal sehr steinig und dies begründete unter anderem auch den Namen der Gemeinde Steinhöring.

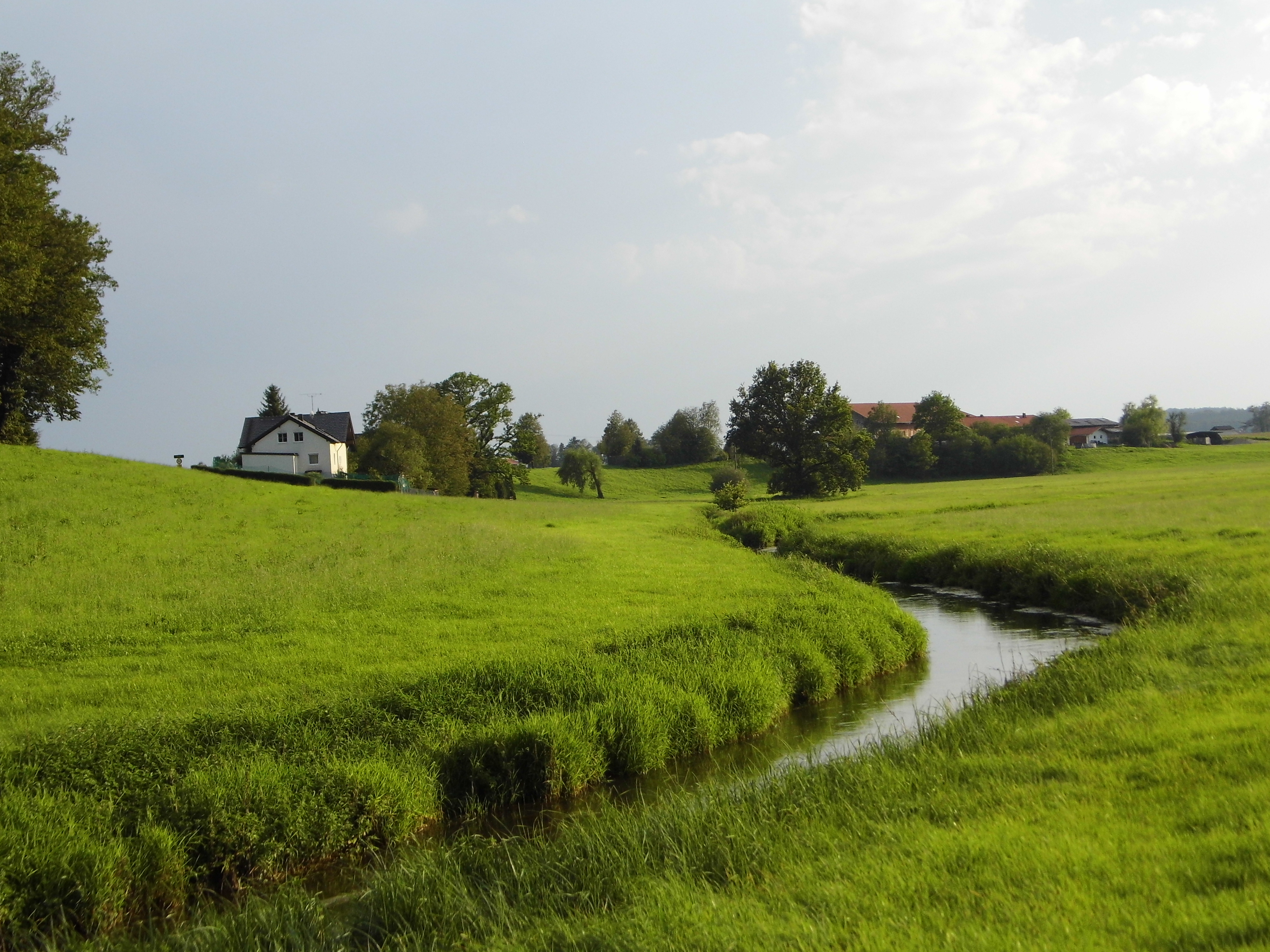
Die Ebrach unterhalb Weiler Pardieß, Gmkg. Springlbach, Gde. Pfaffing (2021)

Im Nordwesten grenzt der Ebersberger Forst, der das mit Abstand größte Waldgebiet in der Region München ist. Auch sonst liegt das Ebrachtal eingebettet in Wälder. Das Tal selbst hat nur wenige Waldstücke und wird auch landwirtschaftlich genutzt.

### Gewässer
Das Ebrachtal wird durch den namensgebenden Fluss Ebrach und dessen Zuläufe entwässert. Die Ebrach wiederum fließt südlich von Wasserburg in die Attel, die wiederum in den Inn fließt.
Im Ebrachtal befinden sich mehrere kleine Seen (Ebersberger Weiherkette) und Sumpfgebiete. Das wohl bekannteste Sumpfgebiet befindet sich aufgrund seiner Lage neben der Bundesstraße 304 am westlichen Ende des Ebrachtals nördlich von Oberlaufing. Der Bau der Umgehungsstraße durch ebendieses Sumpfgebiet verursachte bereits in der Planungsphase sowie nach Eröffnung des Straßenstücks zahlreiche politische Kontroversen und Schäden am Bau.

## Sonstiges
- 2009 gründeten der TSV Ebersberg und der TSV Steinhöring die Jugendfußballmannschaft JFG Ebrachtal 09.[4]
- Seit 1969 finden ausgehend von Steinhöring Wandertage durch das Ebrachtal statt.[5]